# Victor Koman
Victor Koman (1954) es un escritor de ciencia ficción y fantasía estadounidense y un agorista. Tres veces ganador del Prometheus Award, Koman es popular en la comunidad libertaria. Es el propietario de la casa editorial KoPubCo. 
Koman ha puesto a disposición del cuerpo del trabajo de Samuel Konkin a través de KoPubCo. Es el autor -con seudónimo- de los folletos publicados como en la edición de pasta blanda de 1999 de la novela de J. Neil Schulman, Alongside Night.